# Léopold Fontaine
Léopold Joseph Fontaine (Chapelle-à-Wattines, 9 juli 1802 - Doornik, 1 maart 1877) was een Belgische politicus.

## Levensloop
Fontaine werd in 1863 verkozen tot gemeenteraadslid en werd kort daarna ook schepen in Doornik. Na het ontslag van Alphonse de Rasse werd hij waarnemend burgemeester en bleef dit enkele jaren tot de benoeming van diens opvolger Louis Crombez.  
Fontaine was een van de oprichters van de Liberale Associatie te Doornik. Hij was advocaat en deken van de balie van Doornik.